# Смоково (Поморське воєводство)
Смоково (пол. Smokowo) — село в Польщі, у гміні Стенжиця Картузького повіту Поморського воєводства.
У 1975-1998 роках село належало до Гданського воєводства.